# Waterfront (serie televisiva)
Waterfront è una serie televisiva statunitense in 78 episodi trasmessi per la prima volta nel corso di due stagioni dal 1954 al 1955.
È una serie d'avventura ambientata a Los Angeles.

## Trama
John Herrick è il capitano del rimorchiatore Cheryl Ann e lavora principalmente nel porto di Los Angeles. Egli è sposato con May ed ha un figlio, Jim Herrick, un detective della polizia. John nel corso della sua attività deve affrontare casi di vario genere e si imbatte regolarmente in corrieri della malavita, trafficanti vari e personaggi poco raccomandabili. In tutto questo deve riuscire a mantenere unita la famiglia.

## Personaggi e interpreti
- Capitano John Herrick (78 episodi, 1954-1955), interpretato da Preston Foster.
- Carl Herrick (36 episodi, 1954-1955), interpretato da Douglas Dick.
- May (Mom) Herrick (32 episodi, 1954-1955), interpretata da Lois Moran.
- Billy Slocum (30 episodi, 1954-1955), interpretato da Willie Best.
- Jim Herrick (20 episodi, 1954), interpretato da Harry Lauter.
- Herb (19 episodi, 1954-1955), interpretato da Jack Daly.
- Terry Van Buren (17 episodi, 1954-1955), interpretata da Kathleen Crowley.
- Zack Morgan (11 episodi, 1954-1955), interpretato da Ralph Dumke.
- Mac Benson (10 episodi, 1954), interpretato da George Chandler.

### Altri interpreti e guest star
Dian Fauntelle (5 episodi), Eddy Waller (5), Richard Travis (5), Lyle Talbot (5), Frank Wilcox (4), Paul Bryar (4), Louis Jean Heydt (4), David Saber (4), Pinky Tomlin (4), Peter J. Votrian (3), Margaret Field (3), Rhys Williams (3), Byron Keith (3), Ted de Corsia (3), Allen Jenkins (3), Paul Picerni (3), Jan Shepard (3), Billy Chapin (3), Duncan Richardson (3), Harry Hickox (3), Steven Geray (3), Frieda Inescort (3), Syd Saylor (3), Howard Price (3), Nancy Hale (2), Barry Kelley (2), Ralph Moody (2), Eugenia Paul (2), Gene Reynolds (2), Robert Armstrong (2), Raymond Hatton (2), Nestor Paiva (2), Charles Smith (2), Ann Robinson (2), Onslow Stevens (2), Tom Brown (2), James Griffith (2), Eugene Iglesias (2), Myron Healey (2), Adrienne Marden (2), Charles H. Radilak (2), Roy Roberts (2), Frances Bavier (2), John Bryant (2), Charles Evans (2), DeForest Kelley (2), Arthur Shields (2), John Zaremba (2), Russ Conway (2), Robert Foulk (2), William Phillips (2), Frank Jenks (2), Tyler McVey (2), Walter Sande (2), Anthony George (2), Art Gilmore (2), Jess Kirkpatrick (2), Johnny McGovern (2), John Larch (2), Leo Gordon (2), Jack Holland (2), Norman Leavitt (2), Percy Helton (2), George Eldredge (2), Jim Hayward (2), Stuart Randall (2), Ernest Borgnine (2), Marie Windsor (1), Dick Foran (1), Charles Bronson (1), Harry Carey Jr. (1), Skip Homeier (1), Paul Langton (1), Barton MacLane (1), Ian Wolfe (1), Bobby Clark (1), Michael Emmet (1), William Forrest (1), Connie Gilchrist (1), Mort Mills (1), William Schallert (1), Forrest Taylor (1), Don Beddoe (1), Argentina Brunetti (1), Susan Cummings (1), Dabbs Greer (1), Thomas E. Jackson (1), Ed Kemmer (1), Frank Puglia (1), Walter Reed (1), James Bell (1), Mae Clarke (1), John Dehner (1), Virginia Grey (1), Taylor Holmes (1), Jack Lambert (1), Carl Benton Reid (1), Hugh Sanders (1), William Bryant (1), Angela Greene (1), Dwayne Hickman (1), Doris Lloyd (1), Jeffrey Silver (1), Helen Westcott (1), Erville Alderson (1), Robert Arthur (1), John Baer (1), Lane Chandler (1), Chris Drake (1), Donna Drew (1), Arthur Franz (1), Martin Garralaga (1), Brett Halsey (1), Don Hayden (1), Darryl Hickman (1), Ian Keith (1), Tudor Owen (1), Randy Stuart (1), Grady Sutton (1), Minor Watson (1), Claudia Barrett (1), William 'Billy' Benedict (1), Carl Betz (1), Wilton Graff (1), Gladys Hurlbut (1), Alan Reed (1), Ray Teal (1), Murvyn Vye (1), John Alvin (1), Dick Curtis (1), Howard McNear (1), James Anderson (1), Steve Brodie (1), Lillian Bronson (1), Larry Crane (1), King Donovan (1), Ann Doran (1), Biff Elliot (1), Lilian Fontaine (1), Byron Foulger (1), Douglas Fowley (1), Gil Frye (1), Alan Harris (1), Eilene Janssen (1), Anne Kimbell (1), Sydney Mason (1), Osa Massen (1), Mira McKinney (1), Nira Monsour (1), Maura Murphy (1), Erin O'Brien-Moore (1), Rolfe Sedan (1), Herb Vigran (1), Lela Bliss (1), Edgar Buchanan (1), Kem Dibbs (1), Jeff Donnell (1), John Hoyt (1), Jeri Lou James (1), Dayton Lummis (1), Horace McMahon (1), Howard Petrie (1), Jim Brandt (1), Mary Carroll (1), Peter Coe (1), Sol Gorss (1), John Hiestand (1), Stephen Bekassy (1), Richard Benedict (1), David Bruce (1), Wally Cassell (1), Wallis Clark (1), Nancy Evans (1), Stephanie Foster (1), Nacho Galindo (1), Toni Gerry (1), Don C. Harvey (1), Thomas Browne Henry (1), Jean Howell (1), Glenn Langan (1), Peter Leeds (1), Jay Novello (1), Leonard Penn (1), Simon Scott (1), Dick Simmons (1), Robert F. Simon (1), Harlan Warde (1), Elsie Baker (1), Hugh Beaumont (1), Robert Burton (1), Dean Cromer (1), John Hedloe (1), Clark Howat (1), Joel Marston (1), Robert Osterloh (1), Meg Randall (1), Paul Richards (1), Carleton Young (1), Victor Sen Yung (1), Richard James (1), Robert Carson (1), Sidney Clute (1), Gábor Curtiz (1), Ross Elliott (1), Everett Glass (1), Raymond Greenleaf (1), Lewis Martin (1), Ray Montgomery (1), John Mooney (1), Danni Sue Nolan (1), Maria Palmer (1), Steve Pendleton (1), Vic Perrin (1).

## Produzione
La serie, ideata da M. Bernard Fox, fu prodotta da Guy V. Thayer Jr. per la ZIV Television Programs tramite la Roland Reed Productions e girata negli Hal Roach Studios a Culver City e nel porto di Los Angeles a San Pedro (Los Angeles), California.

### Registi
Tra i registi sono accreditati:
- Ted Post in 52 episodi (1954-1955)
- Phil Karlson in 11 episodi (1954)
- Frederick Stephani in quattro episodi (1955)
- Paul Landres in quattro episodi
- John Brahm in tre episodi (1954)
- Hollingsworth Morse in tre episodi (1954)
- Paul Guilfoyle in un episodio (1955)

### Sceneggiatori
Tra gli sceneggiatori sono accreditati:
- Douglas Morrow in 11 episodi (1954-1955)
- Louis Vittes in nove episodi (1954-1955)
- Frank L. Moss in nove episodi (1954-1955)
- David Dortort in sette episodi (1954-1955)
- Berne Giler in sei episodi (1954-1955)
- Warren Wilson in quattro episodi (1954)
- Endre Bohem in cinque episodi (1955)
- John Kneubuhl in cinque episodi (1955)
- Lee Berg in quattro episodi (1954)
- Arthur Hoerl in quattro episodi (1954)
- James O'Hanlon in quattro episodi (1954)
- Robert J. Shaw in quattro episodi (1954)
- Violet Atkins in quattro episodi (1955)
- Lee Perenchio in quattro episodi (1955)
- Charles Belden in tre episodi (1954)
- N. Bernard Fox in tre episodi (1954)
- Fredric M. Frank in tre episodi

## Distribuzione
La serie fu trasmessa negli Stati Uniti dal 17 febbraio 1954 al 9 ottobre 1955 in syndication.

## Episodi
| Stagione         | Episodi | Prima TV USA | Prima TV Italia |
| ---------------- | ------- | ------------ | --------------- |
| Prima stagione   | 39      | 1954         |                 |
| Seconda stagione | 39      | 1954-1955    |                 |